# Bampton, Oxfordshire
Bampton är en ort och civil parish i Storbritannien. Den är belägen i grevskapet Oxfordshire och riksdelen England, i den södra delen av landet, 100 km väster om huvudstaden London. Bampton är beläget 73 meter över havet och antalet invånare är 2 561.
Terrängen runt Bampton är platt. Runt Bampton är det ganska tätbefolkat, med 207 invånare per kvadratkilometer. Närmaste större samhälle är Carterton, 4,9 km nordväst om Bampton. Trakten runt Bampton består till största delen av jordbruksmark.
Kustklimat råder i trakten. Årsmedeltemperaturen i trakten är 9 °C. Den varmaste månaden är augusti, då medeltemperaturen är 18 °C, och den kallaste är januari, med 0 °C.